# Constitución de Nigeria
La Constitución de Nigeria es la carta magna de la República Federal de Nigeria, promulgada el 29 de mayo de 1999. Con su aprobación, se inaugura la Cuarta República de Nigeria.

## Constituciones pasadas

### Era colonial (1914–1960)
Las primeras constituciones de Nigeria fueron promulgadas por decreto en consejo durante la época colonial nigeriana, cuando el país fue administrado como una Colonia de la Corona. Las constituciones promulgadas durante este período fueron las de 1913 (que entró en vigor el 1 de enero de 1914), 1922, 1946, 1951 y 1954.
En 1946, una nueva constitución fue aprobada por Westminster y promulgada en Nigeria. Aunque reservó el poder efectivo en manos del gobernador general y su consejo ejecutivo designado, la llamada Constitución de Richards (por el gobernador general Arthur Richards, quien fue responsable de su formulación) preveía un consejo legislativo ampliado facultado para deliberar en asuntos que afectan a todo el país. Se establecieron cuerpos legislativos separados, las cámaras de asamblea, en cada una de las tres regiones para considerar las cuestiones locales y asesorar a los tenientes gobernadores. La introducción del principio federal, con autoridad deliberativa delegada en las regiones, marcó el reconocimiento de la diversidad del país. Aunque realista en su evaluación de la situación en Nigeria, la Constitución de Richards indudablemente intensificó el regionalismo como una alternativa a la unificación política.
El ritmo del cambio constitucional se aceleró después de la promulgación de la Constitución de Richards. Fue suspendido en 1950 contra un llamado a una mayor autonomía, que resultó en una conferencia interparlamentaria en Ibadan en 1950. La conferencia redactó los términos de una nueva constitución. La llamada Constitución de Macpherson, después del actual Gobernador General, John Stuart Macpherson, entró en vigencia al año siguiente.
Las innovaciones más importantes en la nueva carta reforzaron el curso dual de la evolución constitucional, permitiendo tanto la autonomía regional como la unión federal. Al extender el principio electivo y al proporcionar un gobierno central con un Consejo de Ministros, la Constitución de Macpherson dio un renovado impulso a la actividad del partido y a la participación política a nivel nacional. Pero al proporcionar gobiernos regionales comparables que ejercen amplios poderes legislativos, que no podrían ser anulados por la recién establecida Cámara de Representantes federales de 185 escaños, la Constitución de Macpherson también dio un impulso significativo al regionalismo. Las revisiones posteriores contenidas en la Constitución de Lyttleton, llamada así por Oliver Lyttelton, primer vizconde Chandos y promulgada en 1954, establecieron firmemente el principio federal y allanaron el camino para la independencia.

### Independencia constitucional (1960)
La primera constitución de Nigeria como estado soberano fue promulgada por una orden británica en el consejo para entrar en vigencia inmediatamente después de la independencia, el 1 de octubre de 1960. Según esta constitución, Nigeria mantuvo a la reina Isabel II como jefa de estado titular.

### 1963 constitución (1ª República)
La segunda constitución independiente de Nigeria estableció el país como una república federal. Entró en vigor el 1 de octubre de 1963 (tercer aniversario de Nigeria como nación independiente). La constitución de 1963, que se basaba en el sistema Westminster, continuó en funcionamiento hasta que un golpe militar en 1966 derrocó a las instituciones democráticas de Nigeria.

### 1979 constitución (República de Segundo)
La constitución de 1979, que trajo a la Segunda República, abandonó el sistema Westminster a favor de un sistema presidencial estilo estadounidense, con una elección directa, elegida directamente. Para evitar las trampas de la Primera República, la constitución ordenaba que los partidos políticos y las posiciones del Consejo Ejecutivo Federal (gabinete de Nigeria) reflejaran el "carácter federal" de la nación: los partidos políticos debían estar registrados en al menos dos tercios de los estados de Nigeria, y cada estado tenía que tener al menos un miembro del gabinete.

### 1993 constitución (República de Tercio)
La constitución de 1993 tenía la intención de ver el regreso del gobierno democrático a Nigeria con el establecimiento de una Tercera República, pero nunca se implementó por completo, y los militares reanudaron el poder hasta 1999.

### 1999 constituciones (Cuarta República)
La constitución de 1999 restableció el gobierno democrático en Nigeria, y sigue vigente en la actualidad. En enero de 2011, el presidente Olusegun Obasanjo firmó dos enmiendas de la constitución de 1999, las primeras modificaciones desde que el documento entró en vigencia en 1999.